# Aeroporto Internacional de Asgabade
O Aeroporto Internacional de Asgabade (IATA: ASB, ICAO: UTAA) é o aeroporto internacional da cidade de Asgabade, capital do Turcomenistão, aeroporto foi inaugurado em 1994, a pista principal com 3.800 m é compatível com a operação de grandes aviões como Boeing 747 e Airbus A380.